# Lehrbeauftragter
Ein Lehrbeauftragter (LB) ist eine Person, die an einer Hochschule Lehrveranstaltungen hält und gelegentlich auch als Prüfungsvorsitzender tätig ist, ohne dafür in der Regel in einem Beschäftigungsverhältnis mit dieser Hochschule zu stehen.  Der Lehrbeauftragte wird deshalb in den meisten Fällen auf Honorarbasis vergütet oder verrichtet seine Tätigkeit unentgeltlich. Im amerikanischen Sprachgebrauch wird vom Adjunct Professor gesprochen.
An österreichischen Universitäten werden Lehrbeauftragte als Lektoren bezeichnet und stehen meist in einem Dienstverhältnis zur jeweiligen Universität, nicht jedoch an Pädagogischen Hochschulen oder Fachhochschulen.

## Situation in Deutschland

### Rechtsstellung
Der Lehrbeauftragte hat im Unterschied zu Professoren oder akademischen Räten kein Beamtenverhältnis und im Unterschied zu wissenschaftlichen Angestellten bzw. künstlerischen Angestellten kein Angestelltenverhältnis mit der Hochschule. Er ist normalerweise freier Mitarbeiter der Hochschule. Die freie Mitarbeiterschaft kann aber auch als öffentlich-rechtliches Dienstverhältnis zum Hochschulträger ausgestaltet sein (z. B. im Land Baden-Württemberg, vgl. § 56 Abs. 2, S. 2 LHG BaWü, und im Freistaat Bayern, vgl. Lehrauftrags- und Lehrvergütungsvorschriften für die staatlichen Hochschulen).
Je nach Eignung und der Maßgabe regelungstechnischer Vorschriften (Landeshochschulgesetz) kann ein Lehrbeauftragter nach einer mehrjährigen Tätigkeit zum Honorarprofessor ernannt werden, vor allem, wenn es sich um einen habilitierten Wissenschaftler handelt. Auch ist eine Berufung zum Ehrensenator möglich.
Die Anforderungen an Lehrbeauftragte können je nach Land und Hochschule variieren, ein abgeschlossenes Hochschulstudium ist aber im Regelfall Pflicht. Aus Sicht der meisten Hochschulleitungen arbeiten Lehrbeauftragte nebenberuflich, eine zum Lebensunterhalt ausreichende Vergütung sei daher nicht notwendig. Die Vergabe von Lehraufträgen ist deshalb aus Sicht der Hochschulen ökonomisch sinnvoll, da ein Lehrbeauftragter weitaus weniger Gehalt erhält als ein regulär beschäftigter Dozent und teils sogar unentgeltlich arbeitet, um Erfahrung in der universitären Lehre vorweisen zu können. Aus diesem Grund wird die Praxis oftmals kritisiert, da sie an Ausbeutung grenze.

### Wirtschaftliche Lage

#### Entwicklung
Der ursprüngliche Zweck von Lehrbeauftragten war es, Dozenten aus der beruflichen Praxis zu gewinnen, um das Lehrangebot der hauptberuflich Lehrenden der Hochschulen sinnvoll zu ergänzen. Lehrbeauftragte erhielten die Chance, sich zu profilieren, sollten aber lediglich nebenberuflich unterrichten.
Es ist seit langem üblich geworden, dass Hochschulinstitute einen Stamm an bewährten Lehrbeauftragten haben. Der Lehrbetrieb an Hochschulen könnte ohne die Lehrangebote ihrer Lehrbeauftragten oft nicht garantiert werden.
Im Jahr 2005 gab es nach Angaben des Statistischen Bundesamts über 49.000 Lehrbeauftragte in Deutschland. Laut der FAZ war diese Zahl bis 2020 auf nahezu das Doppelte gestiegen, und laut GEW übernimmt diese Gruppe an Universitäten inzwischen bis zu 20, an Fachhochschulen sogar zwischen 25 und 50 Prozent der Lehrveranstaltungen. Besonders extrem ist dieses Verhältnis an Musikhochschulen.
Unter anderem haben Etat-Kürzungen an den Hochschulen dazu geführt, dass Lehrbeauftragte eingesetzt werden, um Kosten zu sparen, denn ihre Vergütung liegt meist erheblich unter der Bezahlung hauptamtlich Lehrender. Dies ist insbesondere bedenklich, da nach einer Studie über die Arbeits- und Lebenssituation von Lehrbeauftragten 46 % der Lehrbeauftragten in Berlin angaben, dass Lehraufträge für sie die Haupteinnahmequelle seien.
Lehrbeauftragte sind normalerweise selbständig. Im Gegensatz zu Beamten oder Angestellten im Lehrbetrieb müssen sich Lehrbeauftragte daher selbst im vollen Umfang krankenversichern und sich eine Alterssicherung selbst aufbauen. Hierbei ist zu beachten, dass selbständige Lehrbeauftragte in der Regel in der gesetzlichen Rentenversicherung nach § 2 SGB VI pflichtversichert sind, ihre Beiträge jedoch vollständig selbst entrichten müssen. Ebenso fehlen die Arbeitnehmern und Beamten zustehenden Rechte, wie Entgeltfortzahlung im Krankheitsfall oder Erholungsurlaub oder ein Kündigungsschutz. Der Lehrauftrag kann jederzeit „gekündigt“ werden; auch bei langjähriger Tätigkeit gibt es keinen Kündigungsschutz. Der Lehrbeauftragte haftet für sich und seine Tätigkeit selbst mit ggf. eigener Haftpflicht- und Unfallversicherung.
2011 forderte der Kunsthochschulbeirat NRW bessere Bedingungen für Lehrbeauftragte: Die Vergütung sei seit 2002 nicht mehr angehoben worden; ihre Erhöhung vordringlich und unabdingbar.

#### Entlohnung
Die Vergütung der Lehrbeauftragten ist in den einzelnen Bundesländern stark unterschiedlich. Es werden je nach Qualifikationsniveau zwischen 16,09 € und 55 € pro Lehrstunde gezahlt. Für die Lehrbeauftragten selbst ist nicht die maximale Höhe der Vergütung maßgeblich, wie sie durch die Richtlinien der Hochschulen als Rahmen vorgegeben wird, sondern die tatsächlich von den Hochschulen gewährte Vergütung, die deutlich niedriger sein kann.
An den wissenschaftlichen Hochschulen des Landes Schleswig-Holstein werden für Lehraufträge pro unterrichteter Stunde 16,46 € bis 29,05 € an alle diejenigen gezahlt, die ein abgeschlossenes Studium vorweisen können, aber noch nicht habilitiert sind. Für diejenigen, die habilitiert sind, werden 28,22 € bis 51,98 € gezahlt. Mit der Lehrtätigkeit ggf. zusammenhängende Tätigkeiten wie Vorbereitung des Unterrichts, individuelle Anleitungen, Korrekturen, Teilnahme an Prüfungen, Konferenzen und dergleichen sind mit der Vergütung abgegolten. Das bedeutet, dass ein Lehrbeauftragter für die Übernahme einer Lehrveranstaltung im Umfang von 2 Semesterwochenstunden für die komplette Lehrveranstaltung inklusive Vorbereitung etc. nur etwa 500 Euro im Semester erhält. Ein planmäßiger Professor (W2 oder W3) erhält für die gleiche Tätigkeit bis zu 1500 Euro und bekommt zusätzlich ein Grundgehalt.
An den Dualen Hochschulen in Baden-Württemberg wird ein Lehrbeauftragter mit 42 Euro pro Unterrichtseinheit (45 Minuten) vergütet.
In Berlin wurde 2018 von der Senatskanzlei eine zeitlich gestaffelte Erhöhung der Vergütung und eine Bemessung nach Qualifikation und Art der Lehrveranstaltung verordnet. Diese sieht einen stufenweisen Anstieg der Mindestvergütung von 35,00 € im Jahr 2018 auf 40,21 € im Jahr 2022 je Lehrstunde vor, auch eine Vergütung der Mitwirkung an Prüfungen ist festgelegt.

#### Unbezahlte Lehraufträge
Nicht selten wird die Lehre überhaupt nicht vergütet: Insbesondere Personen, die eine wissenschaftliche Laufbahn anstreben, aber keine Dozentenstelle innehaben, übernehmen auch unbezahlte Lehraufträge, um auf diese Weise universitäre Lehrerfahrung zu sammeln. Diese wiederum ist wichtig, um die Chancen auf eine Festanstellung oder gar eine Berufung auf eine Professur zu erhöhen.

### Vertretung in Hochschulgremien
Lehrbeauftragte sind in den meisten Hochschulgremien nicht mit Sitz und Stimme vertreten, da sie keine wissenschaftlichen oder künstlerischen Beschäftigten (Angestellte oder Beamte) der Hochschule sind. Nicht maßgeblich ist, dass sie nach den jeweiligen Landeshochschulgesetzen Hochschulangehörige bzw. in einem öffentlich-rechtlichen Dienstverhältnis zum Hochschulträger (z. B. dem Land Baden-Württemberg, vgl. § 56 Abs. 2, S. 2 LHG BaWü) stehen, verantwortlich angehende Akademiker ausbilden und evaluiert werden. Damit sind sie von der Hochschulselbstverwaltung ausgeschlossen. Das wird teilweise als Demokratiedefizit kritisiert.
Im Land Berlin sind Lehrbeauftragte und gastweise tätige Lehrkräfte nach § 43 (1) 6. BerlHG Mitglieder der Hochschule und können somit in Gremien der Selbstverwaltung mitwirken.

### Interessenvertretungen
Die schwierige Situation vieler Lehrbeauftragter führte in den letzten Jahren dazu, dass diese verstärkt ihre Interessen gegenüber der Politik, den Hochschulen und der Öffentlichkeit artikulieren. Die Gewerkschaften ver.di und GEW setzen sich auch für die Interessen der Lehrbeauftragten ein. Mittlerweile gibt es Interessenvertretungen an einer Reihe von Hochschulen. Dies gilt speziell für die Lehrbeauftragten an Musikhochschulen und für die Sprachlehrbeauftragten, die inzwischen auch über bundesweite Vertretungen verfügen (Bundeskonferenz der Lehrbeauftragten an Musikhochschulen (BKLM) bzw. Bundeskonferenz der Sprachlehrbeauftragten (BKSL)). In rechtlicher Hinsicht ist dieser Bereich besonders komplex und wird in den Ländern unterschiedlich gehandhabt. In NRW wird beispielsweise kein Honorar bezahlt, sondern ein sozialabgabenpflichtiges Entgelt, welches im Rahmen des Lehrauftrages konstant für 12 Monate festgelegt wird.

### Lehrbeauftragte in anderen Bereichen der Bildung
Auch an allgemeinbildenden Schulen wird Personal, das meistens eingestellt wird, um Lücken, die durch das Stammpersonal nicht gedeckt werden können, zu schließen, als Lehrbeauftragter bezeichnet. Lehrbeauftragte an allgemeinbildenden Schulen sind ähnlich wie in der Hochschule in der Regel nicht verbeamtet und arbeiten entweder als Angestellte der Schule oder auch freiberuflich.

## Situation in Österreich
Lektoren bzw. Lehrbeauftragte gibt es in allen österreichischen Hochschulsektoren. Je nach Hochschultyp und Träger unterscheiden sich die Rechtsstellung, die Vergütung und die Aufgabenfelder teils erheblich. An den staatlichen Universitäten ist die Stellung von Lektoren im Kollektivvertrag für die Arbeitnehmer der österreichischen Universitäten bundeseinheitlich geregelt. Grundsätzlich handelt es sich um teilzeitbeschäftigte Arbeitnehmer, „die ausschließlich mit der Durchführung von Lehraufgaben in einem wissenschaftlichen, künstlerischen oder praktischen Fach betraut sind“. Die Dienstverhältnisse können auf Dauer oder befristet geschlossen werden, wobei letztere Variante überwiegt. Trotz Anstellungsverhältnis ist die Situation von Lektoren meist prekär, da die überwiegende Anzahl der Lehraufträge nur für die Dauer des jeweiligen Semesters vergeben wird.
Für den Bereich der öffentlichen Pädagogischen Hochschulen regelt das Lehrbeauftragtengesetz die Tätigkeit von Lehrbeauftragten. Das Gesetz legt im Wesentlichen die Vergütung von Lehraufträgen fest und bestimmt darüber hinaus auch, dass kein Dienstverhältnis zum Bund sowie keine Pflichtversicherung nach dem Allgemeinen Sozialversicherungsgesetz (ASVG) begründet wird.
Für Fachhochschulen und Privathochschulen existiert keine einheitliche gesetzliche oder kollektivvertragliche Regelung. Insbesondere an Fachhochschulen wird die absolute Mehrheit der Lehrtätigkeit von Lehrbeauftragten bzw. Lektoren erbracht. Laut einer Erhebung von 2017 waren zum damaligen Zeitpunkt 85 Prozent aller Lehrenden an Fachhochschulen nebenberuflich tätig. Lehraufträge in diesen Hochschulsektoren werden sowohl über Dienstverträge, Werkverträge als auch über freie Dienstverträge erbracht.
Für Lehrbeauftragte in der Erwachsenenbildung gilt die Verordnung des Bundesministers für soziale Sicherheit und Generationen über beitragsfreie pauschalierte Aufwandsentschädigungen, sofern die Tätigkeit an Einrichtungen erfolgt, die Erwachsenenbildung gemäß dem Bundesgesetz über die Förderung der Erwachsenenbildung und des Volksbüchereiwesens aus Bundesmitteln betreiben. Die Regelung sieht vor, dass nebenberuflich Tätige nur dann vollversichert werden müssen, wenn ihre monatlichen Einnahmen höher sind als die Aufwandspauschale von € 537 zuzüglich zum Höchsteinkommen aus einer geringfügigen Beschäftigung (2024: € 518,44 monatlich).